# Josep de Torres
Josep de Torres (País Valencià, s. XVIII), pintor. És l'autor, l'any 1687, de la pintura Aparició de Jesús a Sant Ignasi, per a l'església de Monti-sion de la ciutat de Mallorca. La seva feina es troba influïda per Jeroni Jacint Espinosa, i el seu traç és realista, amb una composició isocefàlica i verticalitat monumental.